# マルカ (新聞)

マルカのロゴ

『マルカ』（スペイン語: Marca）は、スペイン・マドリードに拠点を置く日刊スポーツ紙である。1938年12月21日創刊。価格は1ユーロ。
主にサッカー関連の記事が多く記載されている。読者は270万人を超え、スペインで最も多くの人に読まれている日刊新聞である。紙面トップはほぼ毎日がレアル・マドリードに関するものであり、ビッグニュースでもない限り、他のチームやスポーツが一面を飾ることはないと言われている。
毎日24時間放送されているラジオ・マルカの他、2010年8月28日よりマルカTVも開始した。マルカTVの最初の放送は2010年バスケットボール世界選手権の開幕戦である。

## 主催する賞
マルカは、スペイン、リーガ・エスパニョーラに関する多くの賞も主催している。
- ピチーチ賞　プリメーラ・ディビシオンの得点王に贈られる。名前の由来はピチーチ。
- サラ賞　スペイン人最多得点者に贈られる。名前の由来はテルモ・サラ。
- サモラ賞　最少失点のゴールキーパーに贈られる。名前の由来はリカルド・サモラ。
- ミゲル・ムニョス賞　最優秀監督に贈られる。名前の由来はミゲル・ムニョス。
- グルセタ賞　最優秀審判に贈られる。名前の由来はエミリオ・グルセタ。
- ディ・ステファノ賞　最優秀選手に贈られる。名前の由来はアルフレッド・ディ・ステファノ。

## マルカ・レジェンダ
歴史上の様々なスポーツに関する人物に与えられる賞。
| 受賞日         | 国籍           | 受賞者                                 | スポーツ名             |
| -------------- | -------------- | -------------------------------------- | ---------------------- |
| 1997年10月16日 | アメリカ合衆国 | マイケル・ジョーダン                   | バスケットボール       |
| 1997年11月15日 | ブラジル       | ペレ                                   | サッカー               |
| 1997年11月27日 | オーストラリア | マイケル・ドゥーハン                   | オートバイ             |
| 1997年12月11日 | スペイン       | ミゲル・インドゥライン                 | 自転車                 |
| 1997年12月18日 | ロシア         | ガルリ・カスパロフ                     | チェス                 |
| 1998年1月22日  | スペイン       | マヌエル・エスティアルテ               | 水球                   |
| 1998年3月23日  | ルーマニア     | ナディア・コマネチ                     | 体操競技               |
| 1998年3月28日  | スペイン       | カルロス・サインツ                     | ラリー                 |
| 1998年6月17日  | イタリア       | アルベルト・トンバ                     | アルペンスキー         |
| 1998年7月20日  | スペイン       | アランチャ・サンチェス・ビカリオ       | テニス                 |
| 1998年11月27日 | アメリカ合衆国 | ピート・サンプラス                     | テニス                 |
| 1999年1月11日  | スペイン       | セベ・バレステロス                     | ゴルフ                 |
| 1999年6月21日  | オランダ       | ヨハン・クライフ                       | サッカー               |
| 1999年9月21日  | スペイン       | フアン・アントニオ・サマランチ         | 国際オリンピック委員会 |
| 1999年10月1日  | アルゼンチン   | ディエゴ・マラドーナ                   | サッカー               |
| 1999年10月5日  | アルゼンチン   | アルフレッド・ディ・ステファノ         | サッカー               |
| 1999年11月11日 | スペイン       | アンヘル・ニエト                       | オートバイ             |
| 1999年12月26日 | アメリカ合衆国 | カール・ルイス                         | 陸上競技               |
| 2000年5月7日   | オーストリア   | ニキ・ラウダ                           | オートレーシング       |
| 2000年7月26日  | ベルギー       | エディ・メルクス                       | 自転車                 |
| 2001年3月1日   | ドイツ         | ミハエル・シューマッハ                 | オートレーシング       |
| 2001年6月4日   | スペイン       | フアニート・オヤルサバル               | 登山                   |
| 2002年1月6日   | アメリカ合衆国 | マジック・ジョンソン                   | バスケットボール       |
| 2002年4月2日   | アメリカ合衆国 | マーク・スピッツ                       | 競泳                   |
| 2002年5月22日  | チェコ         | マルチナ・ナブラチロワ                 | テニス                 |
| 2004年3月4日   | アメリカ合衆国 | ランス・アームストロング               | 自転車                 |
| 2004年10月18日 | アメリカ合衆国 | アンドレ・アガシ                       | テニス                 |
| 2004年11月25日 | スペイン       | マニュエル・サンタナ                   | テニス                 |
| 2005年1月28日  | エチオピア     | ハイレ・ゲブレセラシェ                 | 陸上競技               |
| 2005年3月6日   | ウクライナ     | セルゲイ・ブブカ                       | 陸上競技               |
| 2005年7月7日   | アメリカ合衆国 | ジョン・マッケンロー                   | テニス                 |
| 2006年9月25日  | スペイン       | パウ・ガソル                           | バスケットボール       |
| 2007年10月18日 | スイス         | ロジャー・フェデラー                   | テニス                 |
| 2007年12月5日  | スペイン       | フランシスコ・ヘント                   | サッカー               |
| 2008年1月30日  | フランス       | ジネディーヌ・ジダン                   | サッカー               |
| 2008年7月1日   | スペイン       | ルイス・アラゴネス                     | サッカー               |
| 2008年8月20日  | アメリカ合衆国 | マイケル・フェルプス                   | 競泳                   |
| 2008年10月24日 | イタリア       | バレンティーノ・ロッシ                 | オートバイ             |
| 2008年12月15日 | スペイン       | フアン・カルロス1世                    | その他                 |
| 2008年12月15日 | スペイン       | ラファエル・ナダル                     | テニス                 |
| 2009年3月3日   | スペイン       | ラウル・ゴンサレス                     | サッカー               |
| 2009年4月29日  | アルゼンチン   | リオネル・メッシ                       | サッカー               |
| 2009年6月30日  | スペイン       | フェデリコ・バーモンテス               | 自転車                 |
| 2009年8月31日  | ジャマイカ     | ウサイン・ボルト                       | 陸上競技               |
| 2009年9月27日  | イタリア       | ルカ・コルデーロ・ディ・モンテゼーモロ | オートレーシング       |
| 2009年10月19日 | ブラジル       | カカ                                   | サッカー               |
| 2009年11月16日 | イタリア       | パオロ・マルディーニ                   | サッカー               |
| 2010年3月16日  | アメリカ合衆国 | モハメド・アリ                         | ボクシング             |
| 2010年5月27日  | スペイン       | エドゥルネ・パサバン                   | 登山                   |
| 2010年6月2日   | アメリカ合衆国 | カリーム・アブドゥル＝ジャバー         | バスケットボール       |